# Parmotrema delicatulum
Parmotrema delicatulum är en lavart som först beskrevs av Vain., och fick sitt nu gällande namn av Hale. Parmotrema delicatulum ingår i släktet Parmotrema och familjen Parmeliaceae.   Inga underarter finns listade i Catalogue of Life.